# Nazikeda Kadın (épouse d'Abdülhamid II)
Nazikeda Kadın (prononciation turque : nazik̟ʰeda kʰadɯn), née Mediha Tsanba vers 1848 et morte en avril 1895) est la première épouse et épouse en chef (BaşKadin) du sultan Abdülhamid II de l'Empire ottoman.

## Jeunesse
Nazikeda Kadın est née en 1848 en Abkhazie sous le nom de Mediha Tsanba, elle est une princesse abkhaze. Son père est le prince Arzakan Bey, chef de la famille Tsanba, et sa mère est Esma Hanim de la famille Klıç. Elle a un frère nommé Kazım Pacha.
Elle est amenée à Istanbul lorsqu'elle est enfant, où son père la confie à la maison de l'épouse du grand vizir Mehmed Emin Âli Pacha,. Là, son nom, selon la coutume ottomane, est changé en Nazikeda. Elle apprend ensuite le protocole judiciaire et à jouer du piano.
En 1858, âgée de dix ans, lorsque Cemile Sultan (en), la fille du sultan Abdülmecid Ier, épouse Mahmud Celaleddin Pacha, le fils de Fethi Ahmed Pacha, la mère du marié prend Nazikeda et la présente à Cemile,. Satisfaite des manières bien élevées de Nazikeda, Cemile en fait une assistante personnelle qui accompagne toujours sa maîtresse. Elle est une bonne pianiste et est décrite comme étant grande, avec de longs cheveux noirs et raides et des yeux sombres.

## Mariage
Un jour, Abdülhamid rend visite à sa jeune demi-sœur Cemile Sultan dans son palais de Kandilli. Il voit Nazikeda et tombe amoureux d'elle et demande à sa sœur de la lui donner en mariage. En effet, Cemile remarque aussi que cette jeune fille a plu à son frère, et la lui présente immédiatement,. Le mariage a lieu en 1863 au palais de Dolmabahçe. En 1868, elle donne naissance à sa fille unique, Ulviye Sultan.

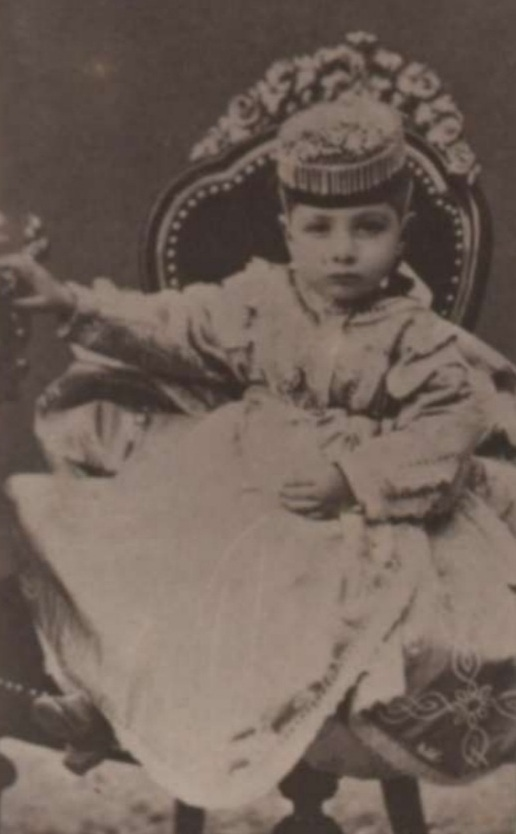
La fille de Nazikeda, Ulviye Sultan.

Le 5 octobre 1875, alors qu'Ulviye a sept ans, elle est brûlée vive en jouant avec des allumettes, tandis que Nazikeda, qui tente de la sauver, souffre également de graves brûlures. Après la mort de sa fille, Nazikeda tombe dans la dépression sans jamais s'en remettre et finit par devenir obèse et malade. Sa dame d'honneur, Leyla Achba (en), écrit que chaque nuit, Nazikeda s'endort en pleurant et en appelant sa fille. Dans ses réflexions, Abdülhamid évoque à trois reprises la mort de son premier enfant. Il considère cela comme la première expérience traumatisante de sa vie, curieusement sans mentionner la mort de sa mère quand il avait onze ans ni celle de son père quand il avait quatorze ans.
Après l'accession d'Abdülhamid au trône le 31 août 1876, elle est installée comme épouse principale avec le titre de Senior Kadın. Jolie brune à la silhouette parfaite, selon Leyla Saz (en), elle est en tout point digne de ce poste, tant par son esprit noble que par sa beauté. En 1877, Nazikeda et d'autres membres de la famille impériale s'installent au palais de Yıldız, après l'installation d'Abdülhamid le 7 avril 1877. Elle occupe le deuxième poste le plus élevé dans le harem impérial après Perestu Kadın.
Nazikeda, cependant, n'a jamais oublié sa première maîtresse, l'épouse de Mehmed Emin Âli Pacha. Profondément reconnaissante envers elle pour la formation qu'elle a reçue, Nazikeda obtient la permission d'Abdülhamid de l'inviter au palais. Lorsque, conformément au protocole, la vieille dame s'incline devant elle, Nazikeda la persuade de s'asseoir à côté d'elle.
Après la mort du père de Peyveste Hanım (en), la cousine paternelle de Nazikeda, Meryem Hanım, présente sa mère veuve Hesna Hanım et ses sœurs à Nazikeda. Elle conquit Hesna et adopte ses filles. Peyveste épouse Abdülhamid en 1893 et devient la mère du seul enfant du couple, un fils, Şehzade Abdurrahim Hayri (en), né en 1894.

## Décès
Nazikeda Kadın décède le 11 avril 1895 au palais de Yıldız et est enterrée dans le mausolée des dames impériales de la mosquée neuve à Istanbul,,.

## Enfant
- Ulviye Sultan (1868-5 octobre 1875). L'aînée d'Abdülhamid. Née au palais de Dolmabahçe, elle décède à l'âge de sept ans d'une manière extrêmement tragique : pendant que sa mère joue du piano et que leurs domestiques sont renvoyés pour le repas, Ulviye Sultan commence à jouer avec quelques allumettes. Sa robe prend feu et sa ceinture dorée la coince à l'intérieur, même si sa mère se brûle les mains en essayant de la décrocher. Paniquée, Nazikeda ramasse sa fille et court dans les escaliers en criant à l'aide, mais le mouvement alimente les flammes et Ulviye Sultan meurt brûlée vive, laissant sa mère dans un désespoir total dont elle ne s'est jamais remise. Elle est enterrée dans la mosquée neuve[12],[13],[24].

## Voir également
- Kadın (titre) (en)

## Sources
- (tr) Leyla Açba, Bir Çerkes prensesinin harem hatıraları, L & M, 2004 (ISBN 978-9-756-49131-7).
- (en) Douglas Scott Brookes, The Concubine, the Princess, and the Teacher: Voices from the Ottoman Harem, University of Texas Press, 1er janvier 2010 (ISBN 978-0-292-78335-5).
- (tr) Ayşe Osmanoğlu, Babam Sultan Abdülhamid, Mona Kitap Yayinlari, 2000 (ISBN 978-6-050-81202-2)
- (tr) Necdet Sakaoğlu, Bu Mülkün Kadın Sultanları: Vâlide Sultanlar, Hâtunlar, Hasekiler, Kandınefendiler, Sultanefendiler, Oğlak Yayıncılık, 2008 (ISBN 978-6-051-71079-2).
- (en) Leylâ Saz, The Imperial Harem of the Sultans: Daily Life at the Çırağan Palace During the 19th Century : Memoirs of Leyla (Saz) Hanımefendi, Peva Publications, 1994 (ISBN 978-975-7239-00-0).
- (en) Emine Foat Tugay, Three Centuries: Family Chronicles of Turkey and Egypt, Oxford University Press, 1963.
- (en) Mustafa Çağatay Uluçay, Padişahların kadınları ve kızları, Ankara, Ötüken, 2011 (ISBN 978-9-754-37840-5).